# آرلینگتون (کانزاس)
آرلینگتون (به انگلیسی: Arlington) شهری در ایالت کانزاس کشور ایالات متحده آمریکا است که جمعیت آن در سرشماری سال ۲۰۱۰ میلادی، ۴۷۳ نفر بوده‌است.